# Yuanjunmiao und Quanhucun
Vorbemerkung: Die neolithischen Stätten Yuanjunmiao und Quanhucun werden in der chinesischen Denkmalsliste zusammen aufgeführt.

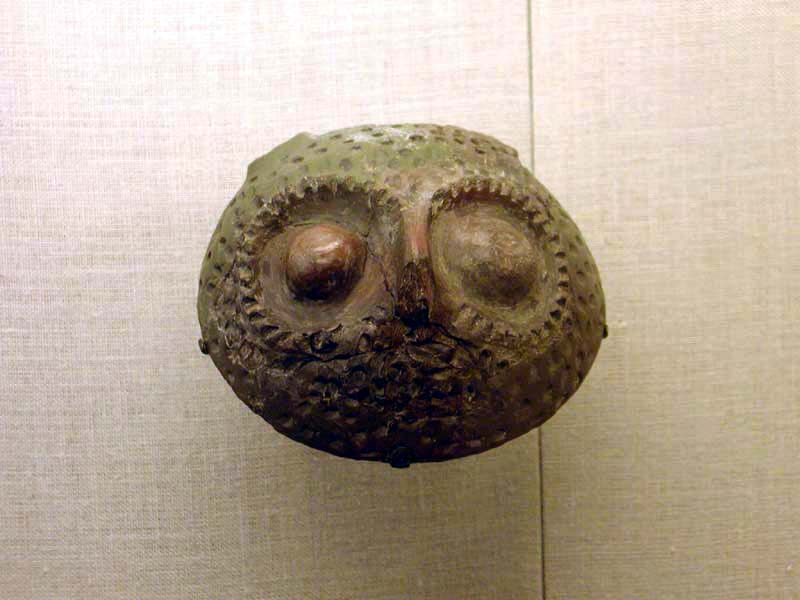
Eulenkopf, gefunden in der Ausgrabungsstätte Quanhucun

Die archäologischen Fundplätze Yuanjunmiao und Quanhucun (chinesisch 元君庙—泉护村遗址, Pinyin Yuánjūnmiào-Quánhùcūn yízhǐ) sind in unmittelbarer Nachbarschaft befindliche neolithische Fundorte der Yangshao-Kultur bzw. Yangshao- und Longshan-Kultur im Kreis Hua der bezirksfreien Stadt Weinan in der chinesischen Provinz Shaanxi. 
Sie wurden 1958–1959 in der Großgemeinde Liuzhi 柳枝镇 in den Dörfern Quanhu 泉护村 und Anbao 安堡村 ausgegraben und werden auf ca. −4000 bis −2000 datiert.

## Yuanjunmiao
Die Grabstätte von Yuanjunmiao (Yuánjūnmiào mùdì 元君庙墓地; Yuan-chün-miao) gehört dem Banpo-Typ der Yangshao-Kultur zu. Es wurden 57 Gräber entdeckt.

## Quanhucun
Die nach dem Dorf (cun) Quanhu benannte Quanhucun-Stätte (Ch'üan-hu-ts'un) gehört dem Miaodigou-Typ der Yangshao-Kultur zu.

## Denkmäler
Die Stätten Yuanjunmiao und Quanhucun stehen unter einer Nummer seit 2001 auf der Liste der Denkmäler der Volksrepublik China.

## Nachschlagewerke
- Zhongguo da baike quanshu: Kaoguxue (Große chinesische Enzyklopädie: Band Archäologie). Beijing: Zhongguo da baike quanshu chubanshe, 1986 (Online-Texte: I, II, III)